# Yo-kai Watch (série télévisée d'animation)
Autre
Yo-kai Watch (妖怪ウォッチ, Yōkai Wocchi, officiellement transcrit en Youkai Watch au Japon) est une série d'animation japonaise de la franchise japonaise Level-5 Yo-kai Watch, s'inspirant des entités surnaturels les Yokai mais dans des cas plus modernes.
La série, produite par OLM, est diffusée à partir de janvier 2014 sur TV Tokyo au Japon. Elle est diffusée en France à partir d'avril 2016 sur Boing, puis sur Gulli et Cartoon Network. Chaque épisode de 22 minutes comprend des mini-épisodes sur des Yo-kai ou aventures différentes. La première saison compte 26 épisodes, la deuxième 50, et la troisième 53. De plus il y a en tout eu 8 films, dont un seul est sorti du Japon
L'anime raconte l'histoire d'un jeune garçon, Nathan, qui après sa rencontre avec Whisper, peut voir les Yo-kai, des entités surnaturelles qui bouleversent le mode de vie des humains. Puis, il devient ami avec eux. À partir de la troisième saison on suit l'histoire d'Ariane, une jeune fille ayant elle aussi une Yo-kai Watch et un compagnon du nom d'Usapyon.

## Synopsis

### Saison 1
Dans la ville de Granval, Nathan Adams, un jeune garçon âgé de 11 ans comme les autres, rencontre, par hasard dans la forêt, Whisper, un fantôme Yo-kai. Celui-ci ne le lâche alors plus et lui donne une Yo kai watch, une montre magique qui permet de voir les Yo-kai, des entités surnaturelles qui bouleversent le mode de vie des humains. Whisper décide de devenir son "majordome Yo-kai". Plus tard, ce jeune garçon deviendra un grand ami de Jibanyan, un autre Yo-kai, le deuxième que Nathan rencontre. Avec sa Yo-kai Watch, Nathan traquera les Yo-kai qui cause des malentendus et il deviendra leur ami. Après chaque rencontre, les Yo-kai que le garçon rencontre lui remettent un médaillon Yo-kai, qui lui permettra de les invoquer en cas de problème.

### Saison 2
Un nouveau modèle de Yo-kai Watch est sortie : la Yo-kai Watch Modèle Zéro. Mais une nouvelle montre n'annonce pas une vie plus tranquille : disons que Nathan pourra toujours compter sur les Yo-kai pour lui gâcher la vie.
Cette saison voit l'arrivée de nouveaux Yo-kai, comme les Yo-kai classiques.

### Saison 3
En souhaitant acheter une figurine de manga, Ariane Célestin, une fille du même âge que Nathan Adams, tombe sur une Space Watch ! Fasciné par les extraterrestres, elle décide de l'acheter mais cette montre pour voir les extraterrestres n'est autre qu'une nouvelle Yo-kai Watch, le Modèle U. Ainsi, accompagnée d'Usapyon, son nouvel ami Yo-kai, elle pourra voir les Yo-kai. Ariane et Usapyon décident de construire une fusée pour l'ancien maître d'Usapyon. Nathan reçoit la Yo-kai Watch modèle U grâce à Chauvekipeut, qui serait une grande amie du constructeur. Ainsi, Nathan pourra traquer encore plus de Yo-kai et avoir plus de médaillons Yo-kai.

## Univers

### Personnages

#### Nathan Adams
Nathan Adams est le protagoniste de l'anime. Il s'entend bien avec ses amis d'école, Rémi (Balaise) Blaise et Matthieu (Matt) Descartes, avec qui il joue au football et Katie Forester, dont il est vainement amoureux. Il a par hasard rencontré Whisper dans la forêt et s'est attaché à lui. Il est aussi ami avec Jibanyan, un Yo-kai chat. Par la suite, il a rencontré Ariane Célestin et son Yo-kai, Usapyon.

#### Katie Forest
Katie Forester est l'amoureuse de Nathan, mais Katie le trouve banal et ordinaire. Elle est très gentille et enjouée, mais aussi très intelligente et s'inquiète beaucoup de ses notes. Elle est la meilleure amie de Sarah, une camarade de classe qui s'entend bien avec elle.

#### Rémi (Balaise) Blaise
Rémi Blaise est un ami de Nathan. En dépit de son apparence de voyou, il peut être doux et sensible. Mais s'il n'est pas très athlétique, il partage avec Nathan et Matt une passion pour le football. Il est follement amoureux de Mina, sa camarade de classe qui l'adore.

#### Matthieu (Matt) Descartes
Matthieu Descartes est un ami de Nathan et le fils de Jérôme et Delphine Descartes. Il a des frères qui font des bêtises quand leurs parents ne sont pas là, il semble beaucoup aimer l'informatique et est un plutôt bon élève. Il est amical et détendu avec les personnes.

#### Whisper(ウィスパー,Wisupā?)
C'est un Yo-kai qui a été enfermé longtemps jusqu'à que Nathan le délivre d'un gashapon. Il devient alors son "majordome" et le suit partout. Souvent, quand Nathan pense qu'il y a un Yo-kai dans les parages, Whisper le contredit mais a souvent tort. Il semble être maniaque (Épisode 3 : Loubarbare est dans la place !). Il semble savoir peu de choses sur les Yo-kai, car il consulte sans cesse son Yo-kai Pad. Il a l'air de connaître des choses sur les Yo-kai que sur les Kappas et les Tengus. Il a une grande admiration pour les Yo-kai classiques.

#### Jibanyan(ジバニャン,Jibanyan?)
C'est un Yo-kai chat. Quand il a rencontré Nathan, il semait le chaos dans un carrefour (Épisode 2 : Le carrefour de la Frousse). Avant, il était un chat normal, mais il est mort percuté par un camion et est devenu un Yo-kai. Il est vite devenu ami avec lui et emménage chez lui. Il adore les barres chocolatées et le groupe des NextHarMEOWny, comme Cigalopin (Épisode 5 Saison 3 : Cigalopin va a un concert) et les Yo-kai classiques (Épisode 2 Saison 2 : L'arrivée des Yo-kai classiques).

#### Komasan(コマさん,Komasan?)
C'est un Yo-kai chien. Nathan est allé à sa rencontre quand il a vu qu'il manquait un tour à sa glace. Komasan explique alors qu'il ne peut pas se passer de glace depuis qu'il en avait vu dans une foire. Sachant que c'est un campagnard, Nathan lui fait visiter la ville, mais il semblerait que Komasan ait peur des machines : escalators, passages piétonniers, toilettes automatiques... Et il a encore plus peur quand il rencontre seul Loubarbare. Il repart alors pour la campagne. On le voit souvent comme le personnage principal de plusieurs séries de mini-épisodes comme Komasan est amoureux ; Le taxi de Komasan, Komasan à la ville ; Yo-kai, Police d'état... Il apparaît aussi dans un épisode de ARI-USA, détectives de l'étrange.

#### Usapyon(ＵＳＡピョン,USApyon?)
C'est un Yo-kai américain. Avant, c'est un rongeur nommé Petit Bou qui travaillait aux côtés du Docteur Alley, un scientifique qui construit des fusées. Mais lors d'un décollage, il y eut un problème, USApyon mourut et devint un Yo-kai tandis que le Professeur Alley fut emmené à l'hôpital. USApyon rencontre Ariane alors qu'elle croyait avoir acheté une montre pour voir les extra-terrestres, mais c'était un nouveau modèle de Yo-kai Watch. Ils deviennent alors amis et décident de construire une fusée. Plus tard, ils fonderont l'agence ARI-USA, détectives de l'étrange.

#### Ariane Célestin
Ariane Célestin est une protagoniste de la saison 3. Alors qu'elle voulait s'acheter une figurine de manga, elle tomba sur une Space Watch qui n'était autre qu'une nouvelle Yo-kai Watch. Ainsi, elle rencontre le Yo-kai Usapyon, avec qui elle fabrique une fusée. Plus tard, ils fonderont l'agence ARI-USA, détectives de l'étrange. Elle est la fille de Johnny et Madeleine Célestin et un frère Adam.

#### Corniot(じんめん犬,Jinmenken?)
C'est un Yo-kai chien qui a un visage humain (C.V.H. : Chien à Visage Humain). Avant, il était un homme qui travaillait dur dans une entreprise. Mais il fut viré et une tristesse envahit son esprit. Il errait dans les rues quand un tas de planches de bois lui tomba sur la tête ainsi que sur un chien. Depuis, il est un Yo-kai chien à visage humain, visible de tous et qui fait peur à tout le monde. Il est ensuite arrêté pour effroi et errance. On le voit alors dans la série de mini-épisodes : Corniot Partie : ...

#### Komajiro(コマじろう,Komajirō?)
Il est le petit frère de Komasan. Il apparaît souvent avec Komasan, quelques fois d'ailleurs, dans les séries de mini-épisodes où Komasan est le personnage principal : Le Taxi de Komasan où il est son copilote, Komasan à la ville, où il visite Granval et La Grande Expédition du Kapitaine Komasan, où il est son compagnon de voyage.

### Tribus de Yo-kai
Il existe dans l'anime 8 tribus d'au moins 20 Yo-kai :
- Les Bienveillants dont font partie Granpapéti et Jojojoyeux ;
- Les Vaillants dont font partie Feulion et Woko ;
- Les Costauds dont font partie Loubarbare et Robonyan ;
- Les Mignons dont font partie Jibanyan et Komasan ;
- Les Sinistres dont font partie Corniot et Lulugubre ;
- Les Mystérieux dont font partie Toutouïe et Kyubi ;
- Les Sombres dont font partie Tengubre, Dracunyan et Usapyon ;
- Les Insaisissables dont font partie Noko et Jacasseur.

## Création
La création de la franchise japonaise est révélée en octobre 2011. Tout d'abord, Yo-kai Watch est un jeu vidéo de rôle sortant sur Nintendo 3DS au Japon en 2013, puis dans le monde en 2015-2016. Ensuite, Yo-kai Watch devient un manga, commercialisé au Japon en juin 2013.
La série de mangas est ensuite adaptée en anime par le studio OLM avec une réalisation de Shinji Ushiro, un scénario de Yoichi Kato et des compositions de Kenchirō Saigō. Les dessins de personnages sont réalisés par Masami Suda et le son est dirigé par Masafumi Mima.

## Fiche technique
- Réalisateur : Shinji Ushiro
- Scénariste :  Yoichi Kato
- Compositeur : Kenchirō Saigō
- Studio d'animation : OLM
- Équipe technique française :
  - Distributeur : Kazé
  - Son : Guillaume Sablon
  - Traducteur : Julien Delespaul
  - Doublage : Time-Line Factory
  - Doublage : Grégory Laisné
  - Coordonnateur de la traduction : Thomas Guillemin
  - Diffuseur : Boeing / Teletoon (Québec)

## Distribution[5]

### Voix françaises
- Pascale Chemin : Nathan Adams
- Martial Le Minoux : Whisper
- Fanny Bloc : Jibanyan/Komasan/Komajiro
- Caroline Combes : Katie Forester/Bizzeria/Sirénée
- Nathalie Bienaime : Rémi "Balaise" Blaise
- Nayeli Forest : Matthieu "Matt"  Descartes
- Bruno Méyère : Corniot
- Jessie Lambotte: Lily Adams

### Voix japonaises
- Haruka Tomatsu : Kēta Amano (Nathan Adams)
- Tomokazu Seki : Whisper
- Aya Endo : Kodama Fumika (Katie Forester)/Komasan/Komajirō
- Etzuko Kuzakura : Jibanyan
- Tooru Nara : Kumashima Gorōta
- Chie Satou : Imada Kanchi
- Naoki Bandou : Jinmenken (Corniot)

### Voix anglaises

#### 2015-2017
- Johnny Yong Bosch : Nathan "Nate" Adams
- Joey D'auria : Whisper
- Alicyn Packard : Jibanyan/Komajiro
- Melissa Hutchison : Katie Forester/Komasan
- Paul Greenberg : Barnaby "Bear" Bernstein (Rémi "Balaise" Blaise)/Manjimutt (Corniot)
- Brent Pendergrass : Edward "Eddie" Archer (Matthieu "Matt" Descartes)/Yo-kai Watch Voice

#### 2018
- Griffin Burns : Nathan Adams
- Michael Sorich : Whisper
- Kira Buckland : Jibanyan
- Erika Harlacher : Ariane Célestin
- Katie Leigh : Usapyon
- Reba Buhr : Katie Forester
- Tonny Azzolino : Rémi Blaise

## Diffusion
La série débute le 8 janvier 2014 et finit le 30 mars 2018 au Japon sur TV Tokyo. Au Japon, une suite est créée et diffusée le 13 avril 2018, devant s'achever le 3 août 2018. Elle se concentre sur les enfants de Nathan et Katie.
En décembre 2014, Akihiro Hino, le superviseur en chef, annonce la diffusion à l'échelle internationale, avec l'adaptation des différents noms, à l'exception des mascottes Jibanyan et Whisper, puis de quelques autres yo-kai (Komasan et Komajiro, par exemple). En France, la saison 1 est d'abord diffusée sur Boing, le 11 avril 2016 et en août de la même année sur Gulli et Cartoon Network. La saison 2 l'est en janvier 2017 sur Boing et avril 2017 sur Gulli. Et la saison 3 est diffusée depuis le 5 février 2018 sur Boing avant même la version anglophone, et sur Gulli depuis le 2 avril 2018.

### Adaptation internationales
Selon les pays diffuseurs, les saisons différentes ne comptent pas forcément le même nombre qu'au Japon. Ainsi, au Japon, la saison 2 correspond à la saison 3 en France et aux États-Unis et on compte 4 saisons en Corée du Nord.
Dans des pays asiatiques, une version anglaise de la série est diffusée (Toonami Asia English Dub) mais elle garde les noms de Yo-kai japonais.

### Premières internationales
- Corée du Sud - 28 octobre 2014
- Hong Kong - 3 mai 2015
- Taiwan - 9 mai 2015
- Les Philippines et Singapour - Juin 2015
- Toonami Asia English Dub - 27 juin 2015
- États-Unis - 5 octobre 2015
- Canada - 10 octobre 2015
- Australie - 14 décembre 2015
- Chine - 23 janvier 2016
- Italie - 5 avril 2016
- Royaume-Uni et Irlande - 23 avril 2016
- Turquie - 4 avril 2016
- Pologne - 2 mai 2016
- Espagne - 9 mai 2016
- Pays-Bas - 23 mai 2016
- Afrique - Mai 2016
- Benelux, Allemagne et Autriche - 21 mai 2016
- Amérique latine (espagnole) - 2 juin 2016
- Brésil - 5 juin 2016
- Scandinavie, Finlande et Islande - Juin 2016
- Israël - Été 2016
- Émirats Arabes Unis - Été 2016
- Russie, Ukraine et Biélorussie - Automne 2016

## Audience
Se vendant à plus de 100 000 exemplaires, les jeux vidéo ne sont pas les seuls à rendre populaire la franchise japonaise Yo-kai Watch en France. En effet, sur Gulli, on compte en moyenne 600 000 enfants, filles et garçons, qui regardent chaque jour les épisodes du célèbre anime. Elle réunit alors jusqu'à 50% de part d'audience chez les 4-10 ans.[réf. nécessaire]
« Yo-kai Watch est une série très drôle et réussie. Elle est capable de fédérer autant les filles que les garçons. La rentrée de Gulli a été exceptionnelle en termes d’audiences, et elle est très certainement portée par le succès de Yo-kai Watch diffusé après l’école sur notre antenne. Sur Gulli Replay il y a eu 5 millions de vues en seulement 1 mois. C’est devenu un véritable phénomène ! Nous sommes ravis et prévoyons de diffuser la saison 2 l’année prochaine ! », déclare Caroline Cochaux, directrice déléguée du pôle TV de Lagardère Active.

## DVD
6 coffrets DVD sont produits par Kazé et réalisés par Shinji Ushiro au Japon. Chaque coffret compte 3 disques.
Un film est quant à lui sorti et édité en 2017.
| Partie     | Sortie          | Durée                     | Nb épisodes |
| ---------- | --------------- | ------------------------- | ----------- |
| Partie 1/3 | 2 novembre 2016 | 231 minutes (3 heures 51) | 9 + Bonus   |
| Partie 2/3 | 8 février 2017  | 189 minutes (2 heures 09) | 9 + Bonus   |
| Partie 3/3 | 10 mai 2017     | 168 minutes (2 heures 48) | 18 + Bonus  |

| Partie     | Sortie            | Durée                     | Nb épisodes |
| ---------- | ----------------- | ------------------------- | ----------- |
| Partie 1/3 | 19 juillet 2017   | 357 minutes (5 heures 57) | 17 + Bonus  |
| Partie 2/3 | 27 septembre 2017 | 359 minutes (5 heures 59) | 17 + Bonus  |
| Partie 3/3 | 6 décembre 2017   | 360 minutes (3 heures)    | 17 + Bonus  |

| Numéro | Sortie          | Durée                   |
| ------ | --------------- | ----------------------- |
| Film 1 | 9 décembre 2017 | 95 minutes (1 heure 35) |

## Produits dérivés
Le 5 octobre 2016, une série de romans par VIZ Media est parue dans l'édition La Bibliothèque Rose/Verte, dans la collection Ma première Bibliothèque Verte écrite par Élizabeth Barféty. Ils comptent 65 pages en moyenne et sont classés en romans cadets dès 6 ans. La série est toujours en cours et annonce un 24e tome le 28 novembre 2018.
| Tome n° | Titre                       | Date de parution  |
| ------- | --------------------------- | ----------------- |
| 1       | Une nouvelle vie            | 5 octobre 2016    |
| 2       | Le carrefour de la peur     | 16 novembre 2016  |
| 3       | Rapporteuse !               | 11 janvier 2017   |
| 4       | Mauvaise influence          | 8 février 2017    |
| 5       | Un appétit d'ogre           | 15 mars 2017      |
| 6       | Le maître des illusions     | 12 avril 2017     |
| 7       | La nouvelle Yo-kai Watch    | 10 mai 2017       |
| 8       | Tête en l'air               | 31 mai 2017       |
| 9       | Un Yo-kai très énervant     | 5 juillet 2017    |
| 10      | Les devoirs maudits         | 16 août 2017      |
| 11      | La star des Yo-kai          | 20 septembre 2017 |
| 12      | Fais-moi peur !             | 11 octobre 2017   |
| 13      | Jour de chance              | 8 novembre 2017   |
| 14      | Qui est le plus paresseux ? | 29 novembre 2017  |
| 15      | Mauvaises blagues           | 10 janvier 2018   |
| 16      | Donner c'est donner         | 14 février 2018   |
| 17      | L'anniversaire de Matt      | 7 mars 2018       |
| 18      | Le chouchou                 | 4 avril 2018      |
| 19      | La Yo-kai Watch Modèle U    | 9 mai 2018        |
| 20      | Trouillard !                | 13 juin 2018      |
| 21      | Comme des grands            | 8 août 2018       |
| 22      | Une famille du tonnerre     | 12 septembre 2018 |
| 23      | Le vilain petit Yo-kai      | 10 octobre 2018   |
| 24      | Le Roi des nuls             | 28 novembre 2018  |